# Cisai-Saint-Aubin
Cisai-Saint-Aubin is een gemeente in het Franse departement Orne (regio Normandië) en telt 189 inwoners (2005). De plaats maakt deel uit van het arrondissement Mortagne-au-Perche.

## Geografie
De oppervlakte van Cisai-Saint-Aubin bedraagt 14,6 km², de bevolkingsdichtheid is 12,9 inwoners per km².
De onderstaande kaart toont de ligging van Cisai-Saint-Aubin met de belangrijkste infrastructuur en aangrenzende gemeenten.

## Demografie
Onderstaande figuur toont het verloop van het inwonertal (bron: INSEE-tellingen).